# جيمس روبرتس (لاعب كرة قدم)
جيمس روبرتس (بالإنجليزية: James Roberts)‏ هو لاعب كرة قدم أسترالي، ولد في 13 أغسطس 1948. لعب مع نادي كانبيرا سيتي.